# Astilleros de Tarragona de Juan Bautista García
Astilleros de Tarragona de Juan Bautista García, ubicats al port de Tarragona, fou una empresa tarragonina que es va dedicar a partir dels anys 1950 a construir les embarcacions del litoral tarragoní.

## Història
El 13 de gener de 1950, les drassanes Unión Naval de Levante a Tarragona van deixar de participar en l'explotació d'un dels tres escars que estaven en funcionament al port. Van formalitzar la seva venda a Juan Bautista García per 300.000 pessetes. i aquest li donà el nom d'Astilleros de Tarragona de Juan Bautista García "Ximo". La factoria l'integrava un edifici de maçoneria, un espai per a la construcció naval amb grades i un moll d'atracament.
L'any 1951 es va iniciar aquest projecte ambiciós posant, altre cop en marxa, la construcció naval tarragonina que, amb la desaparició dels Astilleros de Fermín Roch Aragonés i la manca de competència directa, eren una aposta de futur per a la ciutat i el port. El projecte signat per l'enginyer Pablo Canadell Queralt va consistir, tècnicament, en l'ampliació de la superfície ocupada; modificació del sistema de tracció del carro de 300 tones per avarar embarcacions fins a 500 tones; construcció d'un sistema de murs deponents permetent diverses embarcacions avarades i no inutilitzar el carro. Es complementava amb un petit moll al final de la grada. També es projecta la construcció d'un moll espigó de 62 m de llarg com a moll d'abalisament i per a vaixells en procés de reparació.
La construcció de noves edificacions per a la maquinària i l'utillatge havien de permetre reparar vaixells amb buc d'acer i no només els de fusta. el 14 d'abril de 1954 la Direcció General d'Indústria va donar autorització per convertir l'escar en drassana. L'any 1955, Esteban Veral, Juan Esteban i Pilar Guerrero van ser les embarcacions de fusta construïdes. Fins a l'any 1979 continua l'activitat, però en aquest moment, es planteja un canvi jurídic en la tipologia d'empresa: de societat personal passa a societat anònima, constituint-se el 2 d'agost del mateix any la raó social Astilleros y Varaderos de Tarragona SA encara que el Ministerio de Obras Públicas no ho va autoritzar fins a finals de l'any 1982. Amb domicili al carrer Callao de El Serrallo de Tarragona i un capital social de 65 milions en accions de 10.000 pessetes les van repartir: 630 pel pare Joan Baptista García Francisca i 10 per a cada fill Joan Ramon i Josep Maria García Pujol.